# Erald Dervishi
Erald Dervishi (ur. 10 listopada 1979 w Durrësie) – albański szachista, pierwszy arcymistrz w historii tego kraju (tytuł otrzymał w 1999 roku).

## Kariera szachowa
Od 1992 r. wielokrotnie reprezentował barwy Albanii na mistrzostwach świata i Europy juniorów w różnych kategoriach wiekowych, największy sukces osiągając w 1993 r. w Szombathely, gdzie zdobył złoty medal mistrzostw Europy w kategorii do 14 lat. W połowie lat 90. awansował do ścisłej krajowej czołówki. W swoim dorobku posiada dwa złote medale mistrzostw kraju, które zdobył w latach 1996 i 1997.
Wielokrotnie reprezentował Albanię w turniejach drużynowych, m.in.:
- siedmiokrotnie na olimpiadach szachowych (w latach 1994, 1998, 2000, 2002, 2004, 2006, 2012); medalista: indywidualnie – brązowy (1998 – na II szachownicy)[3],
- na drużynowych mistrzostwach Europy (w roku 2001)[4].

Do sukcesów Eralda Dervishi w turniejach międzynarodowych należą m.in. dz. II m. w Bratto (1999, za Władimirem Jepiszynem, z Miso Cebalo, Sinišą Dražiciem i Spiridonem Skiembrisem), dz. I m. w Padwie (2000, z Giennadijem Timoszczenko), I m. w Genui (2001), I m. w Durrës (2001), dz. II m. w Arco (2002, za Władimirem Jepiszynem, z Dragišą Blagojeviciem i Milanem Draško), dz. II m. w Bratto (2004, za Igorem Miladinoviciem, z Miso Cebalo), dz. I m. w Padwie (2005, z Miroljubem Laziciem), dz. I m. w Bratto (2006, z Dmitrijem Komarowem), I m. w Padwie (2006) oraz I m. w Bratto (2009).
Najwyższy ranking w dotychczasowej karierze osiągnął 1 kwietnia 2014 r., z wynikiem 2582 punktów zajmował wówczas 1. miejsce wśród albańskich szachistów.